# Tradewinds
Tradewinds – jednostka osadnicza w Stanach Zjednoczonych, w stanie Teksas, w hrabstwie San Patricio.